# Cyrtodactylus intermedius
Espèce
Synonymes
- Gonydactylus intermedius Smith, 1917

Cyrtodactylus intermedius est une espèce de geckos de la famille des Gekkonidae.

## Répartition
Cette espèce se rencontre au Viêt Nam, au Cambodge et en Thaïlande dans la province de Chanthaburi.

## Description
C'est un gecko nocturne. Il est assez élancé, le corps et la queue sont fins et allongés, et les pattes sont relativement fines. La tête est triangulaire. La couleur de base est le marron clair tirant parfois sur le vert. 

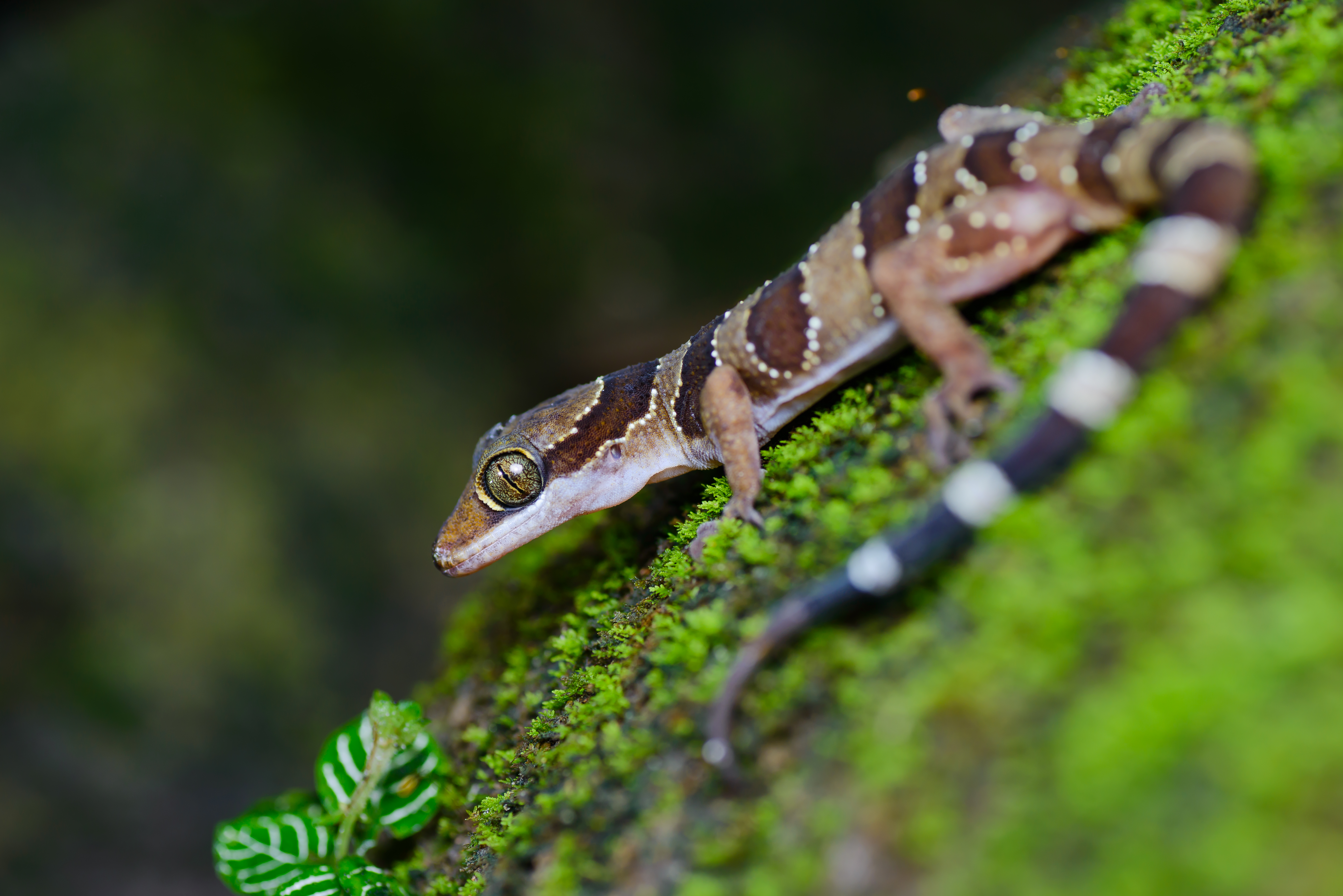
Cyrtodactylus intermedius, Parc national de Khao Chamao-Khao Wong, Province de Chanthaburi, Thaïlande

Le corps est parcouru de bandes transversales alternativement de la couleur de base et de couleur brun sombre, avec une fine ligne claire entre chaque bande. Les bandes marron clair se réduisent et deviennent plus claires sur la queue. La première bande sombre démarre sur la nuque et revient sur la tête au niveau des yeux et des narines. Le dessous du corps est beige.

## Publication originale
- Smith, 1917 : Descriptions of new reptiles and a new batrachian from Siam. The journal of the Natural History Society of Siam, vol. 2, p. 221-225 (texte intégral).